# Freenode

Karta från 2010 som visar var freenodes 24 servrar finns.

freenode, tidigare Open Projects Network, är ett IRC-nätverk som är särskilt populärt bland fri programvaru- och öppen källkods-användare och programmerare. Det är det officiella IRC-nätverket för många stora projekt, bland andra GNU-projektet. freenode har som mest under en vecka över 50 000 användare anslutna samtidigt. 
Användare av nätverket uppmuntras till att donera till Peer-Directed Projects Center (PDPC). Donationerna används till att fortsätta förbättringen av nätverket, såväl som till att åta sig välgörande projekt för att stötta fri programvara.
freenode använde tidigare IRC-server-programvaran hyperion-ircd, en fork av den tidigare använda programvaran dancer-ircd (det finns också en IRC-bot kallad "dancer", som är helt orelaterad till freenode). Hyperions ursprung kan spåras tillbaka till EFnets ircd-hybrid-6.0-kodbas. Atheme förser nätverket med bland annat NickServ- och ChanServ-botar för registrering av användarkonton och kanaler. freenodes servrar namnges vanligen efter science fiction och fantasy-författare.
Sedan början av 2010 har freenode emellertid gått över till att använda den nya ircd-seven.
freenode är idag ett av världens största IRC-nätverk med över 70 000 aktiva användare dagligen.

## Historia
Rob Levin (lilo), grundare av nätverket, spårar dess ursprung till 29 januari 1994 då han startade en liten support-kanal för Linux, kallad #linuxneo, på IRC-nätverket EFnet. Kanalen var inte aktiv förrän augusti det året, och snart därefter ändrades dess namn till #linpeople.
Kanalen flyttade sedan till Undernet och därefter till DALnet, och i slutet av 1995 till en egen IRC-server, irc.linpeople.org. 1998 bytte servern namn till irc.openprojects.net och dess uppdrag generaliserades, vilket ledde till att de drog till sig en mängd fria projekt. I augusti 2000 blev det ett nätverk: freenode, en tjänst från Peer-Directed Projects Center.